# Francesco Maria Locatelli
Pour les articles homonymes, voir Locatelli.
Francesco Maria Locatelli (né le 22 février 1727 à Cesena, dans l'actuelle province de Forlì-Cesena, en Émilie-Romagne, alors dans les États pontificaux, et mort le 13 février 1811 à Spolète) est un cardinal italien du XIXe siècle.

## Biographie
Ordonné prêtre le 18 mars 1752, Francesco Maria Locatelli est nommé évêque de Spolète le 1er juin 1772. Comme évêque il crée notamment un fonds pour les pauvres, restaure la cathédrale et agrandit l'hôpital. 
Il accueille les Jésuites expulsés de l'Espagne et du Portugal et le clergé français en exil. 
Il reçoit à Spolète le cardinal Chiaramonti en 1796 et de nouveau en 1805, après qu'il est devenu le pape Pie VII. Ce pape le crée cardinal in pectore lors du consistoire du 23 février 1801. Sa création est publiée le 17 janvier 1803.
Il meurt à Spolète le 13 février 1811 à l'âge de 84 ans.

### Source
- Fiche du cardinal Francesco Maria Locatelli sur le site fiu.edu